# Miguel Ángel Nadal
Miguel Ángel Nadal (Porto Cristo, Manacor, 28 juli 1966), is een voormalig Spaanse voetballer. Hij speelde als centrale verdediger. Nadal is een oom van tennisser Rafael Nadal.

## Clubcarrière
Nadal  begon als prof bij Real Mallorca in 1986. In 1991 vertrok Nadal naar FC Barcelona, waar hij onderdeel uitmaakte van het illustere Dream Team. Bij FC Barcelona stond Nadal acht seizoenen onder contract en hij won met de Catalaanse club vier Spaanse titels, twee bekers, de Europa Cup voor bekerwinnaars en de Europa Cup I. Nadal keerde in 1999 terug naar Real Mallorca. Daar won hij in 2003 de Copa del Rey. Begin 2005 maakte Nadal bekend dat hij stopte als profvoetballer. In totaal speelde de verdediger 461 duels in de Primera División.

## Interlandcarrière
Daarnaast speelde Nadal 62 interlands (drie goals) voor het Spaans nationaal elftal en nam hij deel aan de WK's van 1994, 1998 en 2002. Hij maakte zijn debuut op 13 november 1991 in de WK-kwalificatiewedstrijd tegen Tsjechoslowakije (2-1) in Sevilla. Hij viel in dat duel na de eerste helft in voor Martín Vasquez.
| Interlanddoelpunten | Interlanddoelpunten | Interlanddoelpunten | Interlanddoelpunten    | Interlanddoelpunten | Interlanddoelpunten | Interlanddoelpunten | Interlanddoelpunten |
| #                   | Datum               | Locatie             | Wedstrijd              | Goal(s)             | Score               | Uitslag             | Wedstrijd           |
| ------------------- | ------------------- | ------------------- | ---------------------- | ------------------- | ------------------- | ------------------- | ------------------- |
| 1                   | 16 november 1994    | Sevilla             | Spanje – Denemarken    | 41'                 | 1 – 0               | 3 – 0               | EK-kwalificatie     |
| 2                   | 30 november 1994    | Málaga              | Spanje – Finland       | 11'                 | 1 – 0               | 2 – 0               | Oefeninterland      |
| 3                   | 5 september 2001    | Vaduz               | Liechtenstein – Spanje | 82'                 | 0 – 2               | 0 – 2               | WK-kwalificatie     |

## Erelijst
Barcelona
- Copa del Rey

1998
1 Zubizarreta  ·
2 Ferrer ·
3 Otero ·
4 Camarasa ·
5 Abelardo ·
6 Hierro ·
7 Goikoetxea ·
8 Guerrero · 
9 Guardiola ·
10 Bakero ·
11 Begiristain ·
12 Sergi Barjuán ·
13 Cañizares ·
14 Juanele ·
15 Caminero ·
16 Miñambres ·
17 Voro ·
18 Alkorta ·
19 Salinas ·
20 Nadal ·
21 Enrique ·
22 Lopetegui ·
Coach: Clemente
1 Zubizarreta  ·
2 López ·
3 Belsué ·
4 Alkorta ·
5 Abelardo ·
6 Hierro ·
7 Amavisca ·
8 Guerrero ·
9 Pizzi ·
10 Donato ·
11 Alfonso ·
12 Sergi Barjuán ·
13 Cañizares ·
14 Kiko ·
15 Caminero ·
16 Otero ·
17 Manjarín ·
18 Amor ·
19 Salinas ·
20 Nadal ·
21 Enrique ·
22 Molina ·
Coach: Clemente
1 Zubizarreta  ·
2 Ferrer ·
3 Aranzábal ·
4 Alkorta ·
5 Abelardo ·
6 Hierro ·
7 Morientes ·
8 Guerrero · 
9 Pizzi ·
10 Raúl ·
11 Alfonso ·
12 Sergi Barjuán ·
13 Cañizares ·
14 Campo ·
15 Aguilera ·
16 Celades ·
17 Etxeberria ·
18 Amor ·
19 Kiko ·
20 Nadal ·
21 Enrique ·
22 Molina ·
Coach: Clemente
1 Casillas ·
2 Torres ·
3 Juanfran ·
4 Helguera ·
5 Puyol ·
6 Hierro  ·
7 Raúl ·
8 Baraja ·
9 Morientes ·
10 Tristán ·
11 De Pedro ·
12 Luque ·
13 Ricardo ·
14 Albelda ·
15 Romero ·
16 Mendieta ·
17 Valerón ·
18 Sergio ·
19 Xavi ·
20 Nadal ·
21 Enrique ·
22 Joaquín ·
23 Contreras ·
Coach: Camacho